# Fernando Guerrero Strachan
Fernando Guerrero Strachan (Málaga, 27 de junio de 1879-Málaga, 3 de abril de 1930) fue un arquitecto y político español, alcalde de Málaga entre 1928 y 1930.

## Biografía
Era sobrino de Eduardo Strachan Viana-Cárdenas, maestro de obras. Estudió en la Escuela Técnica Superior de Arquitectura de Madrid, donde consiguió ser el primero de su promoción[cita requerida] y trabajó principalmente en su ciudad natal. Falleció en Málaga el 3 de abril de 1930, a causa de una angina de pecho.

## Obra
La labor constructiva de Guerrero Strachan fue inmensa durante las primeras décadas del siglo XX. Se le han catalogado más de sesenta y dos obras de carácter público, particular, industriales, comerciales, entre las que destacan la casa consistorial de Málaga, diseñada junto a Manuel Rivera Vera, de estilo neobarroco.
Otras obras notables fueron: la neogótica Iglesia del Sagrado Corazón (Málaga) y Iglesia del Sagrado Corazón (Melilla), el Hotel Príncipe de Asturias (actualmente Palacio Miramar) y el Hotel Caleta Palace; así como numerosas villas y chalés neomudéjar en la zona este de Málaga como Saint Moritz o La Bouganvillea; y edificios industriales como la fábrica de A. Lapeira, el almacén Bernazzo Bertolli y Arturo o la central telefónica de la capital.